# Thisayanvilai
Thisayanvilai es una ciudad y nagar Panchayat situada en el distrito de Tirunelveli en el estado de Tamil Nadu (India). Su población es de 23702 habitantes (2011). Se encuentra a 55 km de Tirunelveli y a 77 km de Thoothukudi.

## Demografía
Según el censo de 2011 la población de Thisayanvilai era de 23702 habitantes, de los cuales 11740 eran hombres y 11962 eran mujeres. Thisayanvilai tiene una tasa media de alfabetización del 91,12%, superior a la media estatal del 80,09%: la alfabetización masculina es del 94,10%, y la alfabetización femenina del 88,22%.